# Nikołaj Gamaleja
Nikołaj F. Gamaleja (ros. Никола́й Фёдорович Гамале́я, ukr. Мико́ла Фе́дорович Гамалі́я, Mykoła Hamalija; ur. 7 lutego?/19 lutego 1859, zm. 29 marca 1949) – rosyjski mikrobiolog. Prowadził badania nad profilaktyką ospy, dżumy i cholery. Wspólnie z Ilją Miecznikowem założył pierwszy w Imperium Rosyjskim instytut pasteurowski do walki z wścieklizną. Jest odkrywcą zjawiska bakteriolizy.
Gamaleja urodził się w Odessie, będącej wówczas częścią Imperium Rosyjskiego. Z pochodzenia był Ukraińcem. Studiował na Wydziale Fizyczno-Matematycznym Uniwersytetu Noworosyjskiego w Odessie, w 1880 został kandydatem nauk przyrodniczych, a w 1883 ukończył Wojskową Akademię Medyczną w Petersburgu. Przez pewien czas pracował w laboratorium Ludwika Pasteura we Francji. Po powrocie do ojczyzny wykorzystał zdobyte umiejętności i doświadczenie tworząc pierwsze rosyjskie stacje bakteriologiczne, m.in. w Odessie. W 1934 otrzymał tytuł Zasłużonego Działacza Nauk RFSRR, w 1939 został członkiem korespondentem Akademii Nauk ZSRR, a w 1940 Honorowym Członkiem Akademii Nauk ZSRR. Od 1945 był członkiem rzeczywistym Akademii Nauk Medycznych ZSRR. W 1943 otrzymał Nagrodę Stalinowską. Był kawalerem dwóch Orderów Lenina (1940 i 1949) i Orderu Czerwonego Sztandaru Pracy (1945).